# Susanga
Susanga fou un estat tributari protegit a Bengala (regió) governat pel clan Bharadwaj. L'estat fou fundat per Someswar vers 1280 i el seu successor Gunakar Akashbasi va rebre el títol de kan del virrei musulmà de Gaur sent anomenat Budhimanta Khan.

## Llista de rages
- 1. Someswar vers 1280
- 2. gunakar akashbasi (budhimanta khan)
- 3. kamai hajra (fill)
- 4. vasudev (bamun khan) (fill)
- 5. jagadananda khan (fill)
- 6. malik janakinath (fill)
- 7. Rajà raghunath singh (fill) renava vers 1600
- 8. Rajà ramnath (fill)
- 9. Rajà ramjiban (nebot)
- 10. Rajà ramkrishna (cosí)
- 11. Rajà ram singh ?-1735 (convertit a l'islam com abdul rahim, va abdicar) (fill de ramjiban)
- 12. Rajà ran singh (fill) 1735-?
- 13. Rajà kishore singh (fill) ?-1784.
- 14. Rajà raj singh (germà) 1784-?
- 15. Rajà vishwanath singh (fill) ?-1853
- 16. Rajà pran krishna singh 1853-1864
- 17. Maharajà raj krishna singh 1864-1890 (maharajà el 1884)
- 18. Maharajà kumud chandra singh 1890-1916
- 19. Maharajà Bhupendra singh (fill) 1916-1947.